# Farzad Mousakhani
Farzad Mousakhani (ur. 16 kwietnia 1981 w Teheranie) – irański trójboista siłowy i strongman.
Obecnie najlepszy irański siłacz. Mistrz Iranu Strongman w latach 2005, 2006 i 2008.

## Życiorys
Farzad Mousakhani zdobył wielokrotnie mistrzostwo Iranu w trójboju siłowym.
Wymiary:
- wzrost 190 cm
- waga 150 – 155 kg
- biceps 58 cm
- klatka piersiowa ? cm

Rekordy życiowe:
- przysiad 410 kg
- wyciskanie 280 kg
- martwy ciąg 400 kg

## Osiągnięcia strongman
- 2003
  - 3. miejsce - Mistrzostwa Iranu Strongman
- 2005
  - 1. miejsce - Mistrzostwa Iranu Strongman
- 2006
  - 1. miejsce - Mistrzostwa Iranu Strongman
- 2008
  - 14. miejsce - Liga Mistrzów Strongman 2008: Ryga (kontuzjowany)
  - 1. miejsce - Mistrzostwa Iranu Strongman
  - 8. miejsce - Liga Mistrzów Strongman 2008: Kokkola